# Хома Василь Васильович
Василь Васильович Хома (нар. 4 листопада 1966, село Довге Стрийського району Львівської області) — український політик, голова Сумської обласної державної адміністрації з 23 листопада 2020 до 25 червня 2021 року.

## Життєпис
Закінчив восьмирічну школу в селі Довге Стрийського району. Після восьмого класу вступив до Бориславського медичного училища Львівської області.
Після закінчення училища працював завідувачем фельдшерського пункту села Піски Пустомитівського району Львівської області.
З 1985 по 1987 рік проходив військову службу в лавах Збройних сил СРСР, брав участь в бойових діях у складі обмеженого контингенту радянських військ в Демократичній Республіці Афганістан.
З 1987 по 1989 рік працював у Харківській міській лікарні швидкої та невідкладної допомоги імені професора О. І. Мещанінова.
У 1989 році вступив до Харківського юридичного інституту, який закінчив з відзнакою в 1994 році.
З 1994 року по 1998 рік працював юрисконсультом Харківської міської ради. У 1998 році балотувався і був обраний депутатом Харківської міської ради ХХІІІ скликання.
З 1998 по 2002 очолював комунальне підприємство «Харківський міський науково-консультативний правовий центр».
У 2002—2005 роках — радник з політичних і правових питань голови Харківської обласної державної адміністрації. Очолював Координаційний комітет по боротьбі з корупцією і організованою злочинністю при Харківській обласній державній адміністрації.
У 2005 році працював науковим працівником інституту державного будівництва та місцевого самоврядування Академії правових наук України.
У 2005—2010 роках — голова ради директорів ТДВ «Міжнародна страхова компанія» в місті Харкові.
З квітня 2010 по листопад 2014 року — заступник голови — керівник апарату Харківської обласної державної адміністрації.
У 2015 році закінчив Харківський регіональний інститут Національної академії державного управління при Президентові України за спеціальністю «державне управління», магістр.
З 2015 року — голова ревізійної комісії ТДВ «Міжнародна страхова компанія» в місті Харкові.
З 23 листопада 2020 до 25 червня 2021 року — голова Сумської обласної державної адміністрації.
Під час повномасштабного російського вторгнення в Україні обіймає посаду начальника штабу 127-ої окремої бригади територіальної оборони.

## Нагороди та відзнаки
- орден «За заслуги» ІІІ ступеня (2011)[4]
- орден Червоної Зірки (1991)
- медаль «Воїну-інтернаціоналісту від вдячного афганського народу» (1988)
- медаль «70 років Збройних Сил СРСР» (1988)
- відзнака Президента України — медаль «Захисник Вітчизни» (1999)
- медаль «За заслуги» ІІ ступеня Української спілки ветеранів Афганістану (воїнів-інтернаціоналістів) (2003)
- медаль «Воїну-інтернаціоналісту»
- орден «Вірність бойовим традиціям» (2004)
- Почесна відзнака Харківської обласної ради «Слобожанська слава» (2010)
- медаль «За сприяння в охороні державного кордону України» Державної прикордонної служби України (2010)
- почесний знак «Десантна доблесть» ІІ ступеня (2011)
- нагрудний знак Державної пенітенціарної служби України «За відзнаку на службі» (2011)
- нагрудний знак "Золота зірка «За заслуги» Державної митної служби України (2012)
- ювілейний знак «20 років Харківському прикордонному загону» (2012)
- пам'ятна медаль «25 років виведення військ з Афганістану» (2014)
- почесне звання «Заслужений юрист України» (2004)